# Provinz Colchagua
Colchagua ist eine Provinz in der chilenischen Región del Libertador General Bernardo O’Higgins. Sie erstreckt sich auf einer Fläche von 5678 km² und hat 207.934 Einwohner (Stand: 2005). Die Provinzhauptstadt ist San Fernando. 

## Städte und Gemeinden
Die Provinz Colchagua ist in 10 Kommunen gegliedert:
| - Chépica - Chimbarongo - Lolol | - Nancagua - Palmilla - Peralillo | - Placilla - Pumanque - San Fernando | - Santa Cruz |